# Zetomimus acutirostris
Zetomimus acutirostris är en kvalsterart som först beskrevs av Mihelcic 1957.  Zetomimus acutirostris ingår i släktet Zetomimus och familjen Ceratozetidae. Inga underarter finns listade i Catalogue of Life.